# ماركو بيريز (لاعب كرة قدم)
ماركو بيريز (بالألمانية: Marco Pérez)‏ هو لاعب كرة قدم ليختنشتاني، ولد في 21 مارس 1978 في غرابز ‏ في سويسرا. شارك مع منتخب ليختنشتاين لكرة القدم. أما مع النوادي، فقد لعب مع فيرست فيينا ونادي بازل ونادي فادوتس ونادي فينر.

## وصلات خارجية
- ماركو بيريز على موقع قاعدة بيانات كرة القدم.إي يو (الإنجليزية)
- ماركو بيريز على موقع ناشيونال فوتبول تيمز (الإنجليزية)
- ماركو بيريز على موقع Soccerway.com (الإنجليزية)
- ماركو بيريز على موقع عالم كرة القدم.نت (الإنجليزية)